# Frithegod
Frithegod est un érudit et religieux anglo-saxon du milieu du Xe siècle. Il est l'auteur de plusieurs poèmes en latin.

## Biographie
Frithegod est originaire de Francie : son nom est une forme anglicisée du nom franc Fredegaud. Il fait partie de la maisonnée de l'archevêque Oda de Cantorbéry, qu'il pourrait avoir rencontré à l'occasion de son séjour en Francie en 936. Avec le rang de diacre, il sert de précepteur à Oswald, le neveu de l'archevêque. Après la mort d'Oda, en 958, il semble être retourné dans son pays d'origine et avoir fini sa vie comme chanoine à Brioude, en Auvergne.

## Œuvre
Plusieurs poèmes en latin sont attribués à Frithegod, dont seulement trois subsistent. Le plus important est le Breviloquium vitæ Wilfridi, une adaptation en 1 400 hexamètres de la Vita sancti Wilfrithi, une hagiographie de l'évêque Wilfrid d'York rédigée par le moine Étienne de Ripon dans la première moitié du VIIIe siècle. Cette œuvre est une commande de l'archevêque Oda à l'occasion du transfert des reliques de Wilfrid à Canterbury. Frithegod est également l'auteur d'un hymne pour le Jeudi saint (Dum pietate multimoda Deus…) et d'une description en octosyllabes des douze pierres précieuses de l'Apocalypse (Cives coelestis patriæ…). Au XVIe siècle, l'antiquaire anglais John Bale mentionne un manuscrit comprenant d'autres œuvres de Frithegod qui n'ont pas subsisté : une hagiographie de l'évêque Ouen de Rouen et des textes intitulés De visione beatorum et Contemplationes variæ,.
L'historien Michael Lapidge décrit le Breviloquium comme étant « incontestablement le texte anglo-latin le plus difficile de toute la période antérieure à la conquête normande ». En effet, Frithegod y emploie du vocabulaire archaïque, en partie emprunté au grec, ainsi que des néologismes construits à partir de racines grecques, au point qu'il est parfois difficile de comprendre son propos, même avec l'aide de la Vita sancti Wilfrithi qui lui a servi de source.